# Folclore de España

La historia de España y de las culturas con las que ha convivido ha dejado muchos restos en la cultura y el folclore del país. Así, la cultura española tiene influencias íberas, celtas, romanas, griegas, católicas, islámicas y americanas. El papel de su situación geográfica y las tensiones históricas entre Castilla y las regiones periféricas también han contribuido a definir la cultura y las tradiciones de España. 

## Música
Dada la diversidad cultural existente, no puede hablarse de un folclore musical español, y las músicas tradicionales de cada una de las regiones y zonas del país ofrecen características bien diferenciadas.
En la música folclórica española, cabe destacar la jota, presente en diferentes formas a lo largo de casi todo el territorio del país y al flamenco, la música española más conocida en el extranjero. Coros y Danzas y la Sección Femenina cumplieron un cierto papel en un intento de homogeneizar el folclore español simplificando los distintos folclores regionales.

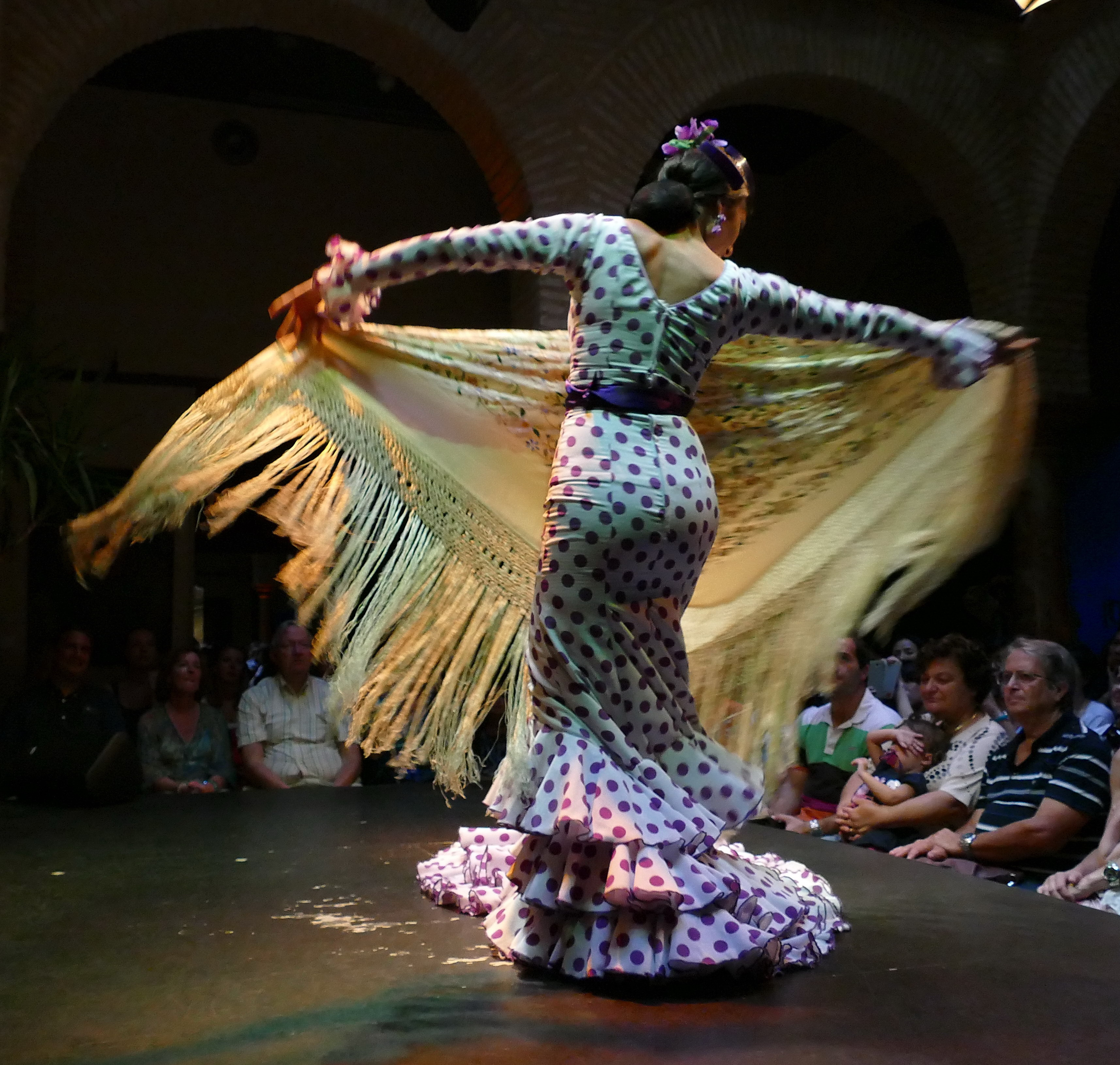
En el museo del baile flamenco de Sevilla 2014

- Folclore andaluz: flamenco y otras músicas tradicionales andaluzas como sevillanas, fandangos de Huelva, saetas, malagueñas, alegrías, bulerías, soleá, auroros, coplas de Carnaval, danzas de espadas, trovos, jota, etc.
  - Instrumentos: flauta y tamboril, guitarra flamenca, palmas, castañuelas o palillos, zambomba, panderetas, esquilas, pandero cuadrado, cajón flamenco.

- Folclore aragonés: jota aragonesa, bolero, seguidillas, danzas de cintas, palos, pañuelos
  - Instrumentos: guitarra, bandurria, laúd, chiflo, chicotén, gaita de boto.

- Folclore asturiano: giraldilla, fandango, saltón, pericote de Llanes, muñeira, corri - corri.
  - Instrumentos: gaita asturiana y tambor.

- Folclore balear: jota, parados, boleros.
  - Instrumentos: xeremies, castañuelas, fobiols, guitarra, violín.

- Folclore canario: isa, folía, tajaraste, seguidillas y malagueña.
  - Instrumentos: timple, pito herreño, chácaras, guitarra, contrabajo, laúd, bandurria

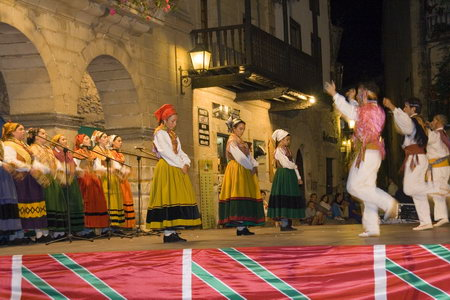
Grupo de danzas tradicionales cántabras en Santillana del Mar.

- Folclore cántabro: tonada montañesa, picayos, jota montañesa (a lo pesau y a lo ligeru), baile de arcos, paloteo, pericote lebaniego, trepeletré, romances, marzas, aguinaldo, ronda...
  - Instrumentos: rabel, gaita astur-cántabra, alcurdión, pitu montañés, redoblante, chirimía, chifla campurriana, flauta travesera, pandereta, tarrañuelas, silbu.

- Folclore castellano: paloteo, seguidilla, jota castellana, fandango, torrás, rebolada, tuna... 
  - Instrumentos: dulzaina, pito castellano, laúd, bandurria, rabel, gaita , pandereta, violín, redoblante.

- Folclore catalán: sardana, contrapàs, ball plà, habaneras.

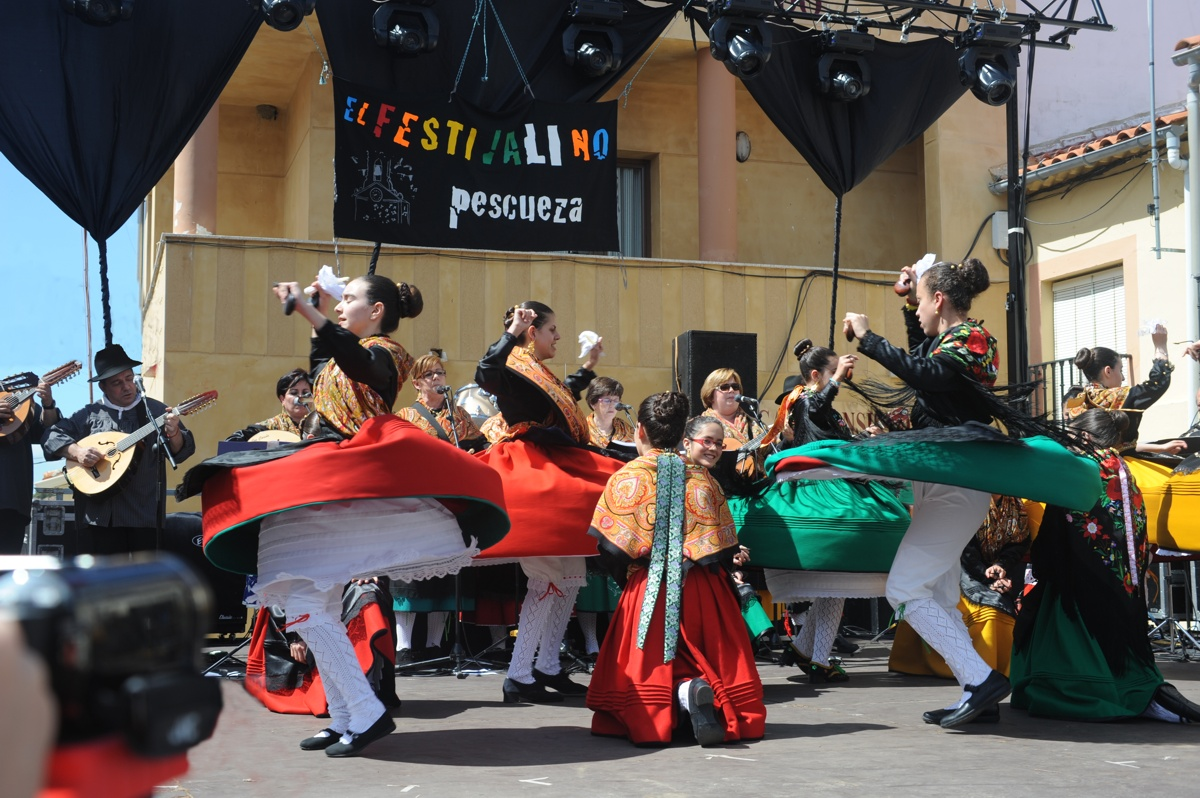
Actuación de bailes regionales durante el Festivalino de Pescueza (Cáceres).

- Folclore extremeño: jota, fandango, rondeña, jota del triángulo, paleos, pindongo, perantón, sones brincaos y sones llanos, flamenco (jaleos extremeños, tangos extremeños).
  - Instrumentos: flauta de tres agujeros y tamboril, guitarra, laúd, rabel, pandero.

- Folclore gallego: alalá, muñeira, pandeirada, jota.
  - Instrumentos: birimbao, bombo, gaita gallega, pandeireta, pandeiro, pitos, redobrante, tarrañolas.

- Folclore leonés: jotas, alboradas, titos, muñeiras, corridos, dulzainas, rondas, etc.
  - Instrumentos: chifla o xipla y tamborín, gaita leonesa-sanabresa-cabreiresa, rabel, pandeiru cuadrau, zanfoña, pandereta-pandera, curdión, tarrañuelas. Gaitas asturiana y gallega. Dulzaina, redoblante y acordeón recientemente.

- Folclore murciano: jota, flamenco (cante de las minas), parranda,bando de la huerta.
- Folclore navarro: fandango, zortziko, txistu, Gaita navarra, jota, paloteo, danza de la Virgen Blanca.
- Folclore valenciano: albadas, jota, seguidillas, fandangos, copla, boleros.
  - Instrumentos: dulzaina, tabal

- Folclore vasco: fandango, zortziko, triki-trixa.
  - Instrumentos: txistu, alboka, txalaparta, trikitrixa.

- Folclore riojano: Jota riojana, Gaita navarra,  Toque de piedras, Gaita de bota riojana, paloteo, acordeón.